# Pasquale Turiello
Pasquale Turiello (Napoli, 1836 – Napoli, 13 gennaio 1902) è stato un patriota e scrittore italiano, partecipò al movimento patriottico e combatté con Garibaldi. Fu insegnante ed ebbe vari incarichi amministrativi a Napoli, dove militò nelle file della Destra.
La sua opera maggiore è "Governo e governati in Italia" (1882).